# 木村博保
木村 博保（きむら ひろやす）は、新潟県刈羽村出身の政治家。田中角栄の一の子分、秘蔵っ子として活躍した。

## 経歴
1963年から1968年にかけて新潟県刈羽村村長、その後は刈羽郡選出の新潟県議会議員として活動する。田中角栄の覚えめでたい若手政治家として将来を嘱望されたが、1971年の県議選の怪文書騒ぎに関与、1976年の刈羽農協手形不正事件への関与などから支持者が離反。田中角栄の支持母体である越山会が権力を握る刈羽村議会、刈羽村農協から辞職を迫られたことがあった。

## 田中角栄との関係
田中角栄に師事していたこともあり、地元からは小先生と呼ばれたが、田中の失脚後は距離を置いた。2000年代に入ると柏崎刈羽原子力発電所用地をめぐる土地転がしの実態や金大中事件の幕引きの背景など、田中が関与した事件を証言して注目を浴びた。